# أنتوني كينغ (كاتب)
أنتوني كينغ (بالإنجليزية: Anthony King)‏ هو كاتب أمريكي، ولد في 6 يونيو 1975 في ميرتل بيتش في الولايات المتحدة.

## وصلات خارجية
- أنتوني كينغ على موقع IMDb (الإنجليزية)
- أنتوني كينغ على موقع IMDb (الإنجليزية)
- أنتوني كينغ على موقع ميوزك برينز (الإنجليزية)
- أنتوني كينغ على موقع قاعدة بيانات برودواي على الإنترنت (الإنجليزية)